# (2617) Jiangxi
(2617) Jiangxi est un astéroïde de la ceinture principale.

## Description
(2617) Jiangxi est un astéroïde de la ceinture principale. Il fut découvert le 26 novembre 1975 à Nanking par l'observatoire de la Montagne Pourpre. Il présente une orbite caractérisée par un demi-grand axe de 3,16 UA, une excentricité de 0,23 et une inclinaison de 12,9° par rapport à l'écliptique.

## Compléments